# Procter & Gamble Technical Center
Le Procter & Gamble Technical Center (P&G本社ビル) est un gratte-ciel construit à Kōbe au Japon en 1993. Sa hauteur est de 131 mètres et c'était en 2022 l'un des douze plus hauts immeuble de Kōbe.
Le bâtiment abrite le siège de Procter & Gamble pour le Japon.
L'immeuble a été conçu par l'agence d'architecture Takenaka Corporation.